# Rascló de Lewin
El rascló de Lewin (Lewinia pectoralis) és una espècie d'ocell de la família dels ràl·lids (Rallidae) que habita pantans, aiguamolls i conreus negats de l'illa de Flores (Indonèsia), oest i centre de Nova Guinea, costa oriental i sud-oriental d'Austràlia (i algunes illes properes) i Tasmània.